# Domsteinbruch am Hohenberg

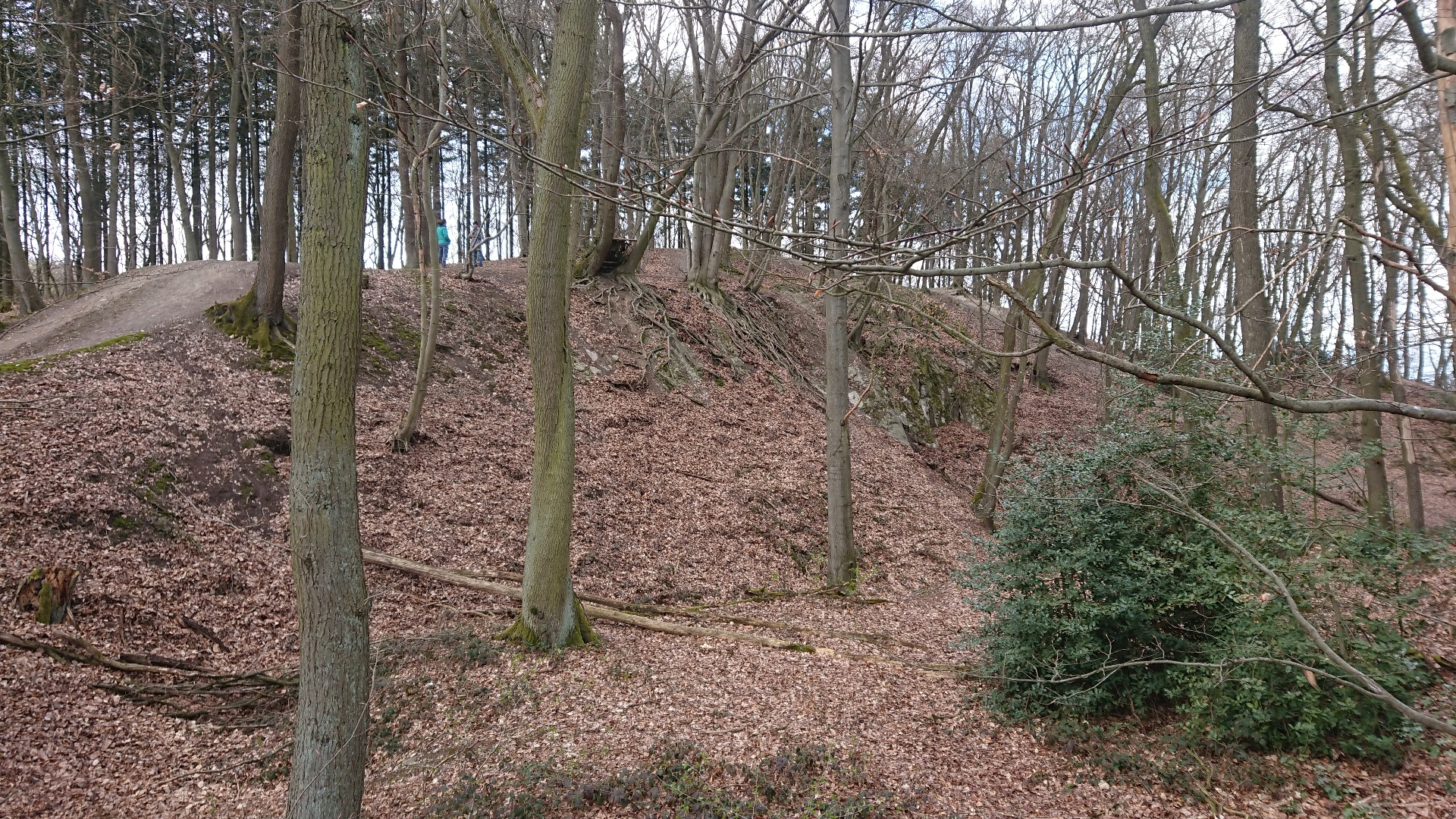
Historischer Abbau am Hohenberg bei Berkum

Der Domsteinbruch am Hohenberg ist ein antiker Steinbruch, der zum Weiterbau des Kölner Doms wieder in Gebrauch genommen wurde. Der Steinbruch liegt bei Berkum, einem Ortsteil von Wachtberg im Rhein-Sieg-Kreis.

## Geologie
In mehreren auflässigen Steinbrüchen ist am Hohenberg trachytisches Gestein aufgeschlossen. Das im Übergang Paläogen/Neogen vor ca. 25 Millionen Jahren entstandene Gestein hat eine porphyrische Struktur mit teilweise idiomorphen Sanidin-Kristallen. Hornblenden sind als dunkle Einsprenglinge erkennbar. Die genaue Gesteinsbezeichnung ist Arfvedsonit-Trachyt. Das namengebende Mineral Arfvedsonit ist ein Natrium-Eisen-Silikat, das zur Gruppe der Amphibole gehört. Das Mineral ist nach dem schwedischen Chemiker Johan August Arfwedson benannt. Arfvedsonit ist durchscheinend bis undurchsichtig und entwickelt meist tafelige bis prismatische, gestreifte Kristalle. Das Trachytvorkommen ist durch 2 Kluftsysteme in massige Pfeiler zerteilt und daher als Werkstein geeignet. Eisen-Mangan-Oxidhydrate bilden stellenweise dicke Krusten.

## Geschichte
Das Berkumer Gestein wurde bereits von den Römern abgebaut. Später geriet es in Vergessenheit. Für die gotischen Teile des Kölner Doms wurde Gestein vom Drachenfels verwendet. Auch als im frühen 19. Jahrhundert der Weiterbau des Doms begann, wurde das Baumaterial anfangs von dort genommen. Weil dadurch das Bergmassiv und die Burgruine in Gefahr gerieten, stoppte die preußische Regierung den Abbau 1836.
Im Jahr 1837 begann der Abbau von Berkumer Trachyt für den Dom. Der Abbau endete bereits 1872 wieder, als man erkannte, dass das Gestein nicht sehr beständig war und sich schalenförmig von der Fassade ablöste. Diese Eigenschaft brachte dem Gestein die Bezeichnung „Tränen des Kölner Doms“ ein.
Der eigentliche Domsteinbruch ist nicht mehr öffentlich zugänglich und als Bodendenkmal ausgewiesen.
Am 8. April 2021 berichtete der WDR über den Domsteinbruch.